# Karari
Karari là một thị xã và là một nagar panchayat của quận Kaushambi thuộc bang Uttar Pradesh, Ấn Độ.

## Địa lý
Karari có vị trí 25°27′B 81°26′Đ / 25,45°B 81,43°Đ Nó có độ cao trung bình là 95 mét (311 feet).

## Nhân khẩu
Theo điều tra dân số năm 2001 của Ấn Độ, Karari có dân số 12.754 người. Phái nam chiếm 51% tổng số dân và phái nữ chiếm 49%. Karari có tỷ lệ 51% biết đọc biết viết, thấp hơn tỷ lệ trung bình toàn quốc là 59,5%: tỷ lệ cho phái nam là 60%, và tỷ lệ cho phái nữ là 42%. Tại Karari, 18% dân số nhỏ hơn 6 tuổi.